# Вімблдонський турнір 1881
Вімблдонський турнір 1881 — 5-й розіграш Вімблдону. Турнір тривав з 2 до 13 липня. Чинний чемпіон Джон Гартлі програв у трьох сетах в Челендж-раунді Вільяму Реншоу 0-6, 1-6, 1-6 за 37 хвилин. Такий результат був частково спричинений тим, що Гартлі хворів на холеру.

## Чоловіки, одиночний розряд

### Фінал
Вільям Реншоу переміг  Джона Гартлі, 6–0, 6–1, 6–1.

### Фінал усіх охочих
Вільям Реншоу переміг  Р.Т. Річардсона, 6–4, 6–2, 6–3.

### Матч за друге місце
Р.Т. Річардсон переміг  Герберта Лоуфорда, 6–3, 4–6, 6–1, 3–6, 7–5.